# Тверской центр документации новейшей истории
Государственное казенное учреждение Тверской области «Тверской центр документации новейшей истории» (ГКУ ТЦДНИ) — одно из крупнейших архивных учреждений Тверской области, осуществляющее комплектование, государственное хранение, учет и использование документов Архивного фонда Тверской области, а также других архивных документов. ГКУ ТЦДНИ входит в состав архивной службы Тверской области с непосредственным подчинением Архивному отделу Тверской области.

## История
История ГКУ ТЦДНИ связана с деятельностью бюро (отдела) истории партии (истпарта) при  Тверском губкоме, позже при Калининском обкоме ВКП(б) и партийного архива Калининского обкома ВКП(б) - КПСС.

Истпарт был создан в феврале 1922 г. при Тверском губкоме РКП(б) в целях изучения и популяризации истории революционного движения и Коммунистической партии. Фактически он положил начало формированию комплекса партийных документов в Тверской губернии, занимался публикацией исторических материалов, выставочной работой. В 1929 – 1930 гг. в связи с изменением административно-территориального деления истпарт находился в составе Тверского окружкома ВКП(б). В 1930 – 1934 гг. как составная часть партийных органов не существовал. С декабря 1934 г. по июнь 1935 г. работу по направлению истпарта вел уполномоченный Института истории партии при Московском городском комитете ВКП(б) и Московском комитете ВКП(б) по Калининскому району. После образования в январе 1935 г. Калининской области с середины 1935 г. до середины 1936 г. существовала должность истпартработника Калининского обкома ВКП(б). С июня 1936 г. в составе обкома истпарт функционировал на правах самостоятельного отдела. Ликвидирован в январе 1940 г. 

Партийный архив был образован при Калининском обкоме ВКП(б) 8 января 1936 г. На протяжении всего периода своей деятельности с 1936 г. по 1991 г. партархив осуществлял комплектование, хранение, систематизацию и учет документов партийных (с 1917 г.) и комсомольских (с 1919 г.) органов и организаций Тверской губернии – Калининской области. В 1940 г. в партархив поступили документы ликвидированного истпарта и собранные им материалы по истории революционного движения.

Во время Великой Отечественной войны 1941-1945 гг. часть документов партархива была эвакуирована в Тюмень, часть документов осталась в оккупированном немцами Калинине. Значительное количество документов пострадало или погибло, например, большая часть документов Калининского обкома ВКП(б) довоенного времени, текущие архивы районных партийных органов Калининской области.

После войны партархив пополнился документами Штаба партизанского движения Калининской области, позднее – документами личного происхождения (воспоминаниями, письмами участников революционного движения,  гражданской войны, Великой Отечественной войны и др.), коллекцией фотографий.

Первоначально партархив располагался в здании Церкви Трех Исповедников (Воскресенской церкви) в Калинине, позднее – в двухэтажном здании в центре города.

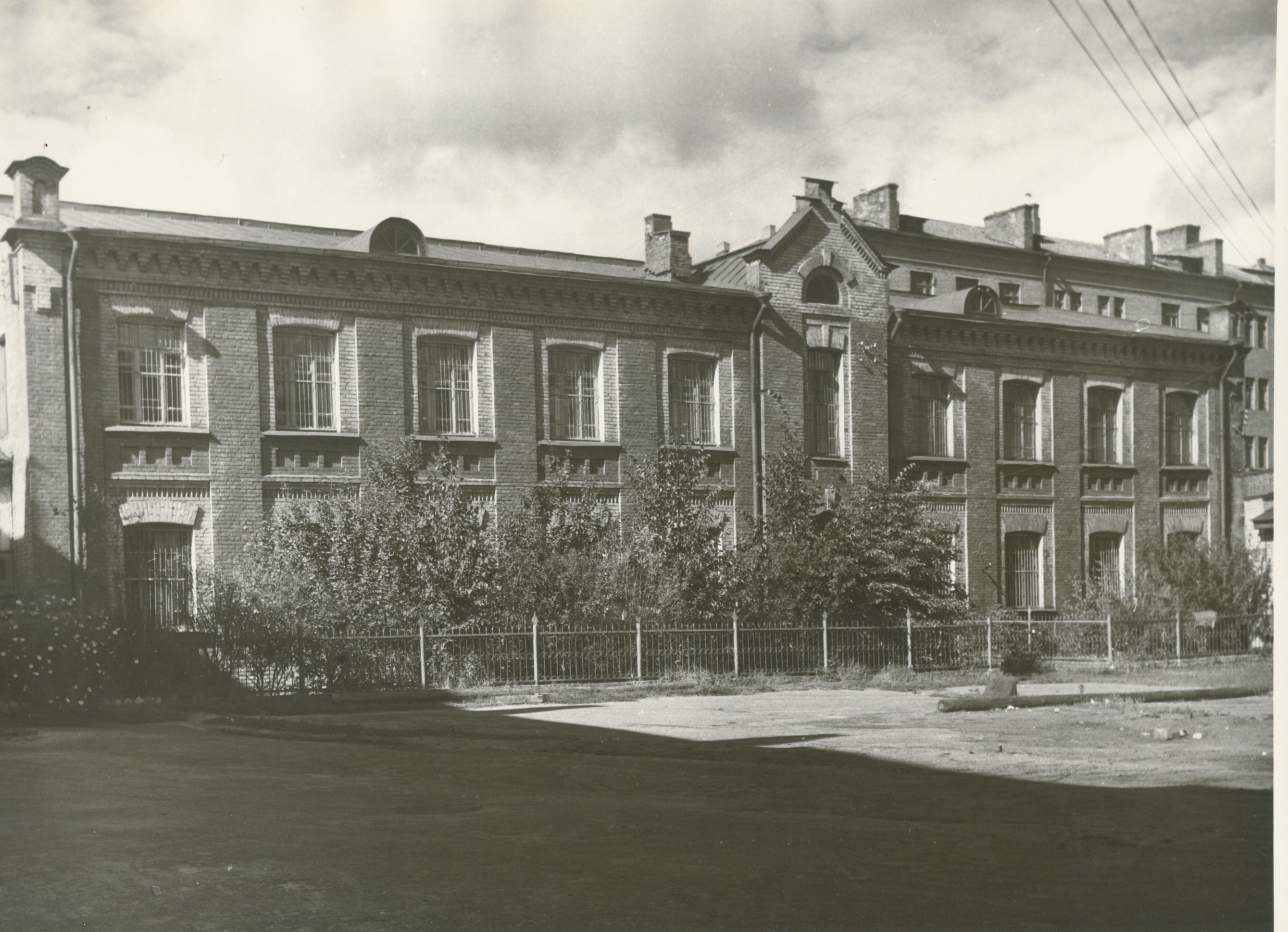
Здание архива Калининского обкома партии в 1948-1976 гг.

В конце 1976 г. – начале 1977 г. партархив переместился в специально построенное для него по решению и на средства Калининского обкома КПСС семиэтажное типовое здание, в котором в настоящий момент размещается ГКУ ТЦДНИ.

Тверской центр документации новейшей истории был создан на базе партархива распоряжением Главы администрации Тверской области В.А. Суслова 18 ноября 1991 г. в соответствии с Указом Президента РСФСР Б.Н. Ельцина от 24 августа 1991 г. «О партийных архивах». Центр вошел в систему государственной архивной службы Российской Федерации и стал подчиняться архивному отделу администрации Тверской области (в настоящее время – Архивному отделу Тверской области). После государственной регистрации в марте 2003 г. центр приобрел статус юридического лица и был переименован в Государственное учреждение «Тверской центр документации новейшей истории» (ТЦДНИ). На основании распоряжения Правительства Тверской области от 3 ноября 2011 г. № 241-рп создано Государственное казенное учреждение Тверской области «Тверской центр документации новейшей истории» (ГКУ ТЦДНИ).

## Структура
В настоящий момент структуру ГКУ ТЦДНИ образуют отделы и секторы:

1) отдел обеспечения сохранности, государственного учета документов Архивного фонда Тверской области и других архивных документов;

2) отдел комплектования Архивного фонда Тверской области и ведомственных архивов;

3) сектор информационной работы и создания информационно-поисковых систем; 

4) отдел технического обслуживания, пожарной безопасности и материально-технического снабжения.

## Фонды
По данным на 1 января 2015 г. в ГКУ ТЦДНИ на государственном хранении находится 6685 фондов, 1214415 ед.хр. преимущественно с 1917 г. по настоящее время. Имеются некоторые документы досоветского периода, начиная с конца XIX в.

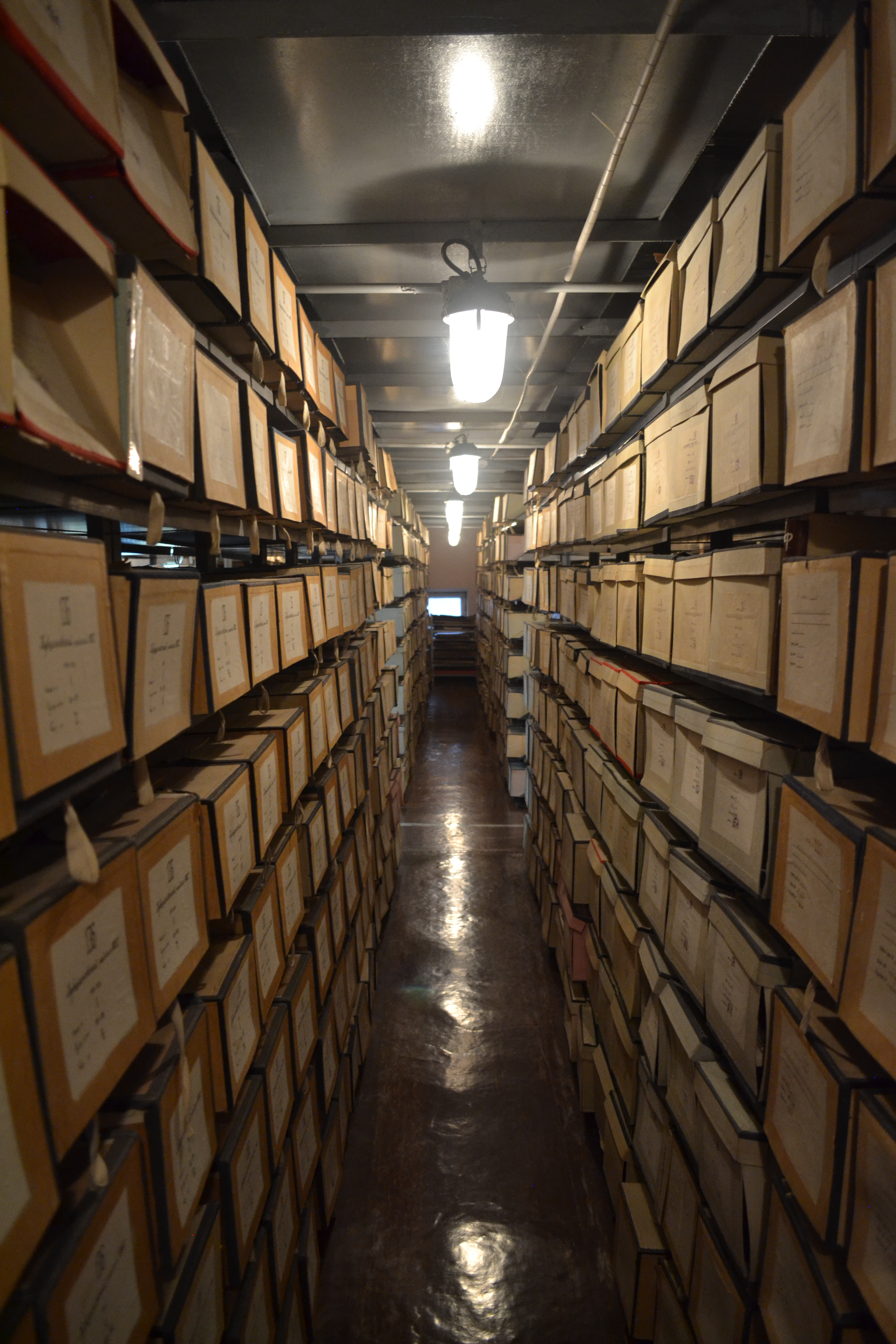
Хранилище ГКУ ТЦДНИ

На хранении в ГКУ ТЦДНИ находятся документы:

1) органов, организаций и учреждений Коммунистической партии и ВЛКСМ;

2) Штаба партизанского движения Калининской области;

3) местных органов государственной власти и управления (Законодательного собрания, администрации Тверской области и её подразделений (департаментов, управлений, комитетов), избирательных комиссий);

4) органов управления, учреждений и предприятий народного хозяйства, действующих на территории Тверской области;

5) органов управления и учреждений социально-культурной сферы (больниц, вузов, научно-исследовательских и проектно-конструкторских учреждений);

6) общественных организаций, объединений, политических партий, движений;

7) около 57 тысяч уголовно-следственных дел на репрессированных граждан и фильтрационно-проверочных дел, поступивших на государственное хранение из оперативного архива бывшего Управления КГБ по Калининской области;

8) научная, проектная, конструкторская, картографическая и другая специальная документация;

9) экземпляры газет, издававшихся в Тверской губернии –  Калининской области, за 1905 – 1991 гг.;

10) фонофотодокументы.

ГКУ ТЦДНИ также комплектуется документами по личному составу ликвидированных государственных и негосударственных (с преобладающей долей государственной собственности) предприятий, организаций и объединений, продолжает комплектование документами личного происхождения. На хранении в ГКУ ТЦДНИ имеются дневники, письма, воспоминания ветеранов Великой Отечественной войны, деятелей науки, культуры, спорта и др. Одним из примечательных документов ГКУ ТЦДНИ является дневник Анны Александровны Ждановой, родной сестры Андрея Александровича Жданова, датируемый 1910 г.

## Расположение
170100, г. Тверь, ул. Вокзальная, 10.